# Макеев, Владимир Михайлович
Владимир Михайлович Макеев (род. 25 апреля 1947) — советский и российский военный моряк-подводник и военачальник, первый заместитель командующего 3-й флотилией подводных лодок Северного флота. Герой Российской Федерации (23.07.1996). Контр-адмирал (7.07.1992). За время службы как командир и старший на борту совершил 29 дальних походов, из них 14 походов подо льдами Арктики.

## Биография
Владимир Макеев родился 25 апреля 1947 года в Москве. Русский. Учился в средних школах № 380 и № 707 города Москвы (окончил в 1965 году). В 1964 году выполнил норматив мастера спорта СССР по плаванию, установив юношеский рекорд СССР.
С июля 1965 года служил в Вооружённых Силах СССР. В 1970 году окончил ВВМУПП им. Ленинского Комсомола, проходил службу на Северном флоте, в Гаджиево, был командиром группы управления ракетной боевой части (БЧ-2) на атомных подводных лодках К-32 и К-219, в ноябре 1973 года стал помощником командира подводной лодки К-219.
В 1976 году окончил Высшие специальные офицерские классы ВМФ, после чего назначен старпомом на переоборудуемую по проекту 667АМ «Навага-М» подводную лодку К-140. После ввода корабля строй, в декабре 1976 года, руководил испытаниями новой ракеты Р-31 в Белом море. С июня 1980 года последовательно командовал подводной лодкой К-253 проекта 667АТ, с сентября 1982 — К-92 проекта 667БД. В 1984 году в качестве старшего на борту К-92 со вторым экипажем (командир — капитан 1-го ранга В. В. Патрушев) завоевал приз Главнокомандующего ВМФ СССР «За ракетную стрельбу».
С июля 1987 года служил заместителем командира 31-й дивизии подводных лодок. В 1988 году заочно окончил Военно-морскую академию имени А. А. Гречко. С июля 1990 года служил командиром 13-й дивизии подводных лодок. В марте 1994 года назначен первым заместителем командующего 3-й флотилии подводных лодок Северного флота.
В августе 1995 года контр-адмирал Макеев был старшим на борту ТК-20 «Северсталь» проекта 941 «Акула» (командир — капитан 1-го ранга А. С. Богачёв), который совместно с двуми многоцелевыми атомными подводными лодками совершил длительный поход к Северному полюсу. 25 августа из ледовой полыньи неподалёку от Северного полюса с ТК-20 был успешно выполнен учебный пуск ракеты Р-39 по полигону в Архангельской области, все блоки разделяющейся головной части ракеты попали точно в цель.
Является главным героем рассказа «Хилтон» книги «Акулы из стали».
Указом Президента Российской Федерации от 23 июля 1996 года «за мужество и героизм, проявленные при исполнении воинского долга в условиях, сопряжённых с риском для жизни», В. М. Макееву присвоено звание Героя Российской Федерации. Часть экипажа ТК-20 «Северсталь» получила государственные награды.
В феврале 1997 года назначен начальником 45-го Государственного центрального морского испытательного полигона Беломорской военно-морской базы Северного флота (село Нёнокса Нёнокского административного округа города Северодвинск Архангельской области). В отставке с апреля 2002 года.
Живёт в Москве, работает заместителем генерального директора ФГУП «Агат».

## Награды
- Герой Российской Федерации (23 июля 1996[6])
- Орден Красной Звезды (1991)
- Орден «За службу Родине в Вооружённых Силах СССР» III степени (1982)
- медали[3]

Мастер спорта СССР, Почётный полярник.